# Rockville (Minnesota)
Rockville è una città degli Stati Uniti d'America, situata in Minnesota, nella contea di Stearns.